# Mitch Eliot
Mitch Eliot (* 6. Februar 1998 in Orange County, Kalifornien) ist ein US-amerikanisch-kanadischer Eishockeyspieler, der zuletzt bis zum Ende der Saison 2023/24 bei den Iserlohn Roosters aus der Deutschen Eishockey Liga (DEL) unter Vertrag gestanden und dort auf der Position des Verteidigers gespielt hat. Zuvor absolvierte Eliot unter anderem über 150 Partien in der American Hockey League (AHL).

## Karriere
Nach drei Jahren im Nachwuchsprogramm des Honeybaked Hockey Club wurde Mitch Eliot, der in Grosse Pointe im US-Bundesstaat Michigan aufwuchs, im April 2014 von den Muskegon Lumberjacks aus der United States Hockey League (USHL) unter Vertrag genommen. Beim Ivan Hlinka Memorial Tournament 2015 führte er das U18-Team der Vereinigten Staaten als Mannschaftskapitän an. Im Jahr 2016 nahm er ein Studium an der Michigan State University auf und lief parallel dazu im Universitätsteam, den Spartans, im Spielbetrieb der National Collegiate Athletic Association (NCAA) auf. Im Februar 2018 wechselte er zu den Sarnia Sting. Die Organisation aus der Ontario Hockey League (OHL) hatte den Verteidiger bereits bei der Priority Selection im Jahr 2014 ausgewählt.
Obwohl Eliot in der National Hockey League (NHL) nie gedraftet worden war, statteten ihn die Vancouver Canucks im Jahr 2019 mit einem dreijährigen Einstiegsvertrag aus. Er kam daraufhin hauptsächlich im Farmteam Utica Comets in der American Hockey League (AHL) sowie für einige Spiele auch bei den Kalamazoo Wings in der ECHL zum Einsatz. Nach Ablauf des Vertrags schloss er sich im August 2021 den Rochester Americans aus der AHL an, für die er zwei Jahre lang aufs Eis ging. Anschließend entschied er sich für einen Wechsel nach Europa, wo er sich für eine Saison den Iserlohn Roosters aus der Deutschen Eishockey Liga (DEL) anschloss.

## Karrierestatistik
Stand: Ende der Saison 2023/24

### International
Vertrat die USA bei:
- Ivan Hlinka Memorial Tournament 2015

(Legende zur Spielerstatistik: Sp oder GP = absolvierte Spiele; T oder G = erzielte Tore; V oder A = erzielte Assists; Pkt oder Pts = erzielte Scorerpunkte; SM oder PIM = erhaltene Strafminuten; +/− = Plus/Minus-Bilanz; PP = erzielte Überzahltore; SH = erzielte Unterzahltore; GW = erzielte Siegtore; 1 Play-downs/Relegation; Kursiv: Statistik nicht vollständig)

## Familie
Mitch Eliots Vater Darren war ebenfalls professioneller Eishockeyspieler, der in den 1980er Jahren unter anderem für die Los Angeles Kings in der National Hockey League aktiv war und mit der kanadischen Nationalmannschaft an den Olympischen Winterspielen 1984 in Sarajevo teilnahm.